# Сарбаєво
Сарба́єво (рос. Сарбаево) — присілок у складі Кувандицького міського округу Оренбурзької області, Росія.

## Населення
Населення — 45 осіб (2010; 77 у 2002).
Національний склад (станом на 2002 рік):
- башкири — 95 %